# Episodi di Baretta (seconda stagione)
La seconda stagione della serie televisiva Baretta, composta da 22 episodi, è stata trasmessa negli Stati Uniti dal 10 settembre 1975 al 28 aprile 1976 su ABC. In Italia è stata trasmessa in prima visione su Canale 5 nel 1984.
| nº | Titolo originale               | Titolo italiano                  | Prima TV USA      | Prima TV Italia |
| -- | ------------------------------ | -------------------------------- | ----------------- | --------------- |
| 1  | The Goodbye Orphan Annie Blues | Addio Annie Blues                | 10 settembre 1975 | 1984            |
| 2  | The Glory Game                 | Gioco di gloria                  | 17 settembre 1975 | 1984            |
| 3  | On the Road                    | Sulla strada                     | 24 settembre 1975 | 1984            |
| 4  | Nobody in a Nothing Place      | Nessun posto sicuro              | 1º ottobre 1975   | 1984            |
| 5  | The Fire Man                   | L'uomo del fuoco                 | 8 ottobre 1975    | 1984            |
| 6  | Double Image                   | Doppia immagine                  | 15 ottobre 1975   | 1984            |
| 7  | Photography by John Doe        | La fotografia di uno sconosciuto | 22 ottobre 1975   | 1984            |
| 8  | Set Up City                    | La città imposta                 | 29 ottobre 1975   | 1984            |
| 9  | A Bite of the Apple            | Un morso di mela                 | 5 novembre 1975   | 1984            |
| 10 | When Dues Come Down            | Le quote scese                   | 12 novembre 1975  | 1984            |
| 11 | The Big Hand's on Trouble      | Minacce eversive                 | 19 novembre 1975  | 1984            |
| 12 | Count the Days I'm Gone        | Giorni contati                   | 26 novembre 1975  | 1984            |
| 13 | Sharper Than a Serpent's Tooth | Più pericoloso di un serpente    | 17 dicembre 1975  | 1984            |
| 14 | The Left Hand of the Devil     | La mano sinistra del diavolo     | 7 gennaio 1976    | 1984            |
| 15 | Murder for Me                  | Uccidi per me                    | 14 gennaio 1976   | 1984            |
| 16 | Pay or Die                     | Paga o sei morto                 | 28 gennaio 1976   | 1984            |
| 17 | The Blood Bond                 | Legami di sangue                 | 18 febbraio 1976  | 1984            |
| 18 | The Dippers                    | I Dipper                         | 25 febbraio 1976  | 1984            |
| 19 | Dead Man Out                   | Copertura a rischio              | 3 marzo 1976      | 1984            |
| 20 | Death on the Run               | Rischio di morte                 | 17 marzo 1976     | 1984            |
| 21 | Aggie                          | Aggie                            | 24 marzo 1976     | 1984            |
| 22 | And Down Will Come Baby        | Un bambino nell'ombra            | 28 aprile 1976    | 1984            |

## Addio Annie Blues
- Titolo originale: The Goodbye Orphan Annie Blues
- Diretto da: Bernard L. Kowalski
- Scritto da: Paul A. Magistretti e Paul Williams

### Trama
Baretta arriva a sospettare che un suo amico, proprietario di un negozio di musica, oltre ad essere uno spacciatore vende anche dell'eroina così pura da uccidere i suoi clienti.

## Gioco di gloria
- Titolo originale: The Glory Game
- Diretto da: Jeannot Szwarc
- Scritto da: Michael Butler

### Trama
Baretta è sospettato di omicidio di un trafficante di armi su cui indagava, che vendeva armi agli adolescenti.

## Sulla strada
- Titolo originale: On the Road
- Diretto da: Jeannot Szwarc
- Scritto da: Michael Butler

### Trama
Baretta usa il suo ingegno per sopravvivere dopo che lui e una ragazza in fuga sono entrati in un'auto della polizia guidata da un paio di rapinatori travestiti da poliziotti.

## Nessun posto sicuro
- Titolo originale: Nobody in a Nothing Place
- Diretto da: Arnold Laven
- Scritto da: Jack Turley e Robert van Scoyk

### Trama
Baretta indaga sull'omicidio di un uomo avvenuto in un vicolo, scopre che un testimone è un cameriere che non vuole essere coinvolto visto che è il bersaglio dell'assassino.

## L'uomo del fuoco
- Titolo originale: The Fire Man
- Diretto da: Ted Post
- Scritto da: Gregory Teifer

### Trama
Baretta cerca l'aiuto di un ex investigatore che aveva lasciato il lavoro a causa dei danni fisici dovuto ad un incendio per trovare un piromane seriale che ha ucciso alcune persone.

## Doppia immagine
- Titolo originale: Double Image
- Diretto da: Jeannot Szwarc
- Scritto da: Michael Simpson, Jeff Spielman e Gregory Teifer

### Trama
Baretta indaga su una serie di omicidi avvenuti sul lungomare, ma la sua copertura rischia di essere saltata a causa di una cameriera che conosce e pensa che sia colpevole della morte del suo ragazzo.

## La fotografia di uno sconosciuto
- Titolo originale: Photography by John Doe
- Diretto da: Bernard L. Kowalski
- Scritto da: Michael Simpson e Jeff Spielman

### Trama
Baretta riapre il caso di omicidio di un ex poliziotto per volere del nipote di quest'ultimo, e scopre che ci sia della corruzione di un giudice.

## La città imposta
- Titolo originale: Set Up City
- Diretto da: Curtis Harrington
- Scritto da: Michael Butler

### Trama
Baretta s'infiltra in una banda di ladri di gioielli, cercando l'aiuto di un ex scassinatore esperto che una volta lo aveva arrestato.

## Un morso di mela
- Titolo originale: A Bite of the Apple
- Diretto da: Robert Douglas
- Scritto da: Robert Janes e Paul A. Magistretti

### Trama
Baretta si trova a dover trovare una ragazza con un resoconto dettagliato di tutte le sue attività nella malavita datogli dal fidanzato criminale in punto di morte, visto che era stato ferito in una maniera mortale.

## Le quote scese
- Titolo originale: When Dues Come Down
- Diretto da: Robert Douglas
- Scritto da: Paul A. Magistretti

### Trama
Baretta segue un camionista sospettato dell'omicidio di un ladro che aveva ferito sua moglie, aspettando che l'uomo commetta qualche sciocchezza.

## Minacce eversive
- Titolo originale: The Big Hand's on Trouble
- Diretto da: Burt Brinckerhoff
- Scritto da: Paul A. Magistretti e Burt Young

### Trama
Baretta indaga su un furto di diamanti appartenenti ad un commerciante di diamanti e aiuta un altro commerciante minacciato da un nuovo gruppo in un quartiere malfamato di San Francisco, minacciato dal racket delle estorsioni.

## Giorni contati
- Titolo originale: Count the Days I'm Gone
- Diretto da: Bruce Kessler
- Scritto da: Michael Butler e Robert E. Swanson

### Trama
Baretta vuole trovare la sorella di una prostituta, testimone dell'omicidio di un venditore di hot dog, prima che la uccidano.

## Più pericoloso di un serpente
- Titolo originale: Sharper Than a Seroent's Tooth
- Diretto da: Charles R. Rondeau
- Scritto da: Frank Dandridge, John Thomas James e Robert James

### Trama
Baretta cerca di scagionare il suo compagno accusato di aver ferito in un modo grave un sospettato di omicidio, cercando di individuare l'unico testimone che può scagionarlo, ma anche i veri responsabili.

## La mano sinistra del diavolo
- Titolo originale: The Left Hand of the Devil
- Diretto da: Robert Douglas
- Scritto da: Edward J. Lakso

### Trama
Baretta s'infiltra in una banda di motociclisti per salvare il suo informatore.

## Uccidi per me
- Titolo originale: Murder for Me
- Diretto da: Curtis Harrington
- Scritto da: Robert Lewin

### Trama
Baretta rintraccia un padre che ha ucciso il medico che lo aveva sospettato della morte di suo figlio, poi ha inseguito degli spacciatori locali.

## Paga o sei morto
- Titolo originale: Pay or Die
- Diretto da: Robert Douglas
- Scritto da: Donald R. Boyle e Michael Grais

### Trama
Baretta, dopo l'arresto di un criminale, collabora con un'agente sotto copertura per fermare una possibile guerra tra bande.

## Legami di sangue
- Titolo originale: The Blood Bond
- Diretto da: Vincent Sherman
- Scritto da: Gustave Field

### Trama
Un mafioso, credendo che Baretta abbia intascato $500.000 dollari in obbligazioni rubate, prende Billy in ostaggio finché i soldi non vengono restituiti.

## I Dippers
- Titolo originale: The Dippers
- Diretto da: Douglas Heyes
- Scritto da: T.S. Cook

### Trama
Baretta, per indagare sull'omicidio di un borseggiatore, chiede l'aiuto di un esperto per infiltrarsi in una banda che opera al terminal di un aereo.

## Copertura a rischio
- Titolo originale: Dead Man Out
- Diretto da: Robert Douglas
- Scritto da: Robert Lewin, Mann Rubin e Earl W. Wallace

### Trama
Baretta va sotto copertura come detenuto per indagare sul duplice omicidio di due sospettati di rapina a mano armata.

## Rischio di morte
- Titolo originale: Death of the Run
- Diretto da: Burt Brinckeroff
- Scritto da: Paul Casey

### Trama
Baretta viene infettato da un trafficante di armi affetto da meningite, e decide di trovarlo prima che sia troppo tardi.

## Aggie
- Titolo originale: Aggie
- Diretto da: Vincent Sherman
- Scritto da: Adrian Spies

### Trama
Una cameriera con problemi mentali diventa testimone di un omicidio, e Baretta decide di proteggerla prima che la uccidano.

## Un bambino nell'ombra
- Titolo originale: And Down Will Come Baby
- Diretto da: Bruce Kessler
- Scritto da: Robert I. Holt

### Trama
Baretta si infiltra in un gruppo che traffica in neonati al mercato nero, dopo che una madre si è pentita di aver venduto il suo bambino.